# Синтия Мувирими
Синтия Мувирими (на английски: Cynthia Muvirimi) е зимбабвийски модел. През 2008 година представлява Зимбабве на конкурса Мис Свят.

## Биография
Синтия Мувирими е родена на 22 май 1983 година в Хараре, в семейство с 13 деца. Завършва висше образование. Още като ученичка участва в конкурси за красота.
На 3 юни 2007 година в Кингстън, Ямайка, Мувирими печели титлата Мис Global International, а през декември същата година печели титлата Мис Туризъм Зимбабве. На 13 декември 2008 година се класира на финала за титлата Мис Свят, който се провежда в Йоханесбург.